# Írország a 2016. évi nyári olimpiai játékokon
Írország a brazíliai Rio de Janeiróban megrendezett 2016. évi nyári olimpiai játékok egyik részt vevő nemzete volt. Az országot az olimpián 14 sportágban 76 sportoló képviselte, akik összesen 2 érmet szereztek.

## Érmesek
| Érem  | Versenyző                     | Sportág    | Versenyszám                    | Dátum         |
| ----- | ----------------------------- | ---------- | ------------------------------ | ------------- |
| Ezüst | Gary O'Donovan Paul O'Donovan | Evezés     | Férfi könnyűsúlyú kétpárevezős | Augusztus 12. |
| Ezüst | Annalise Murphy               | Vitorlázás | Női laser radial               | Augusztus 16. |

## Atlétika
Férfi
| Versenyző        | Versenyszám     | Előfutam | Előfutam | Előfutam | Elődöntő | Elődöntő | Elődöntő | Döntő         | Döntő         |
| Versenyző        | Versenyszám     | Idő      | Hely.    | Össz.    | Idő      | Hely.    | Össz.    | Idő           | Helyezés      |
| ---------------- | --------------- | -------- | -------- | -------- | -------- | -------- | -------- | ------------- | ------------- |
| Mark English     | 800 m           | 1:46,40  | 3.       | 14.      | 1:45,93  | 5.       | 17.      | kiesett       | kiesett       |
| Thomas Barr      | 400 m gát       | 48,93    | 2.       | 10.      | 48,39    | 1.       | 3.       | 47,97         | 4.            |
| Mick Clohisey    | Maraton         |          |          |          |          |          |          | 2:26:34       | 103.          |
| Paul Pollock     | Maraton         |          |          |          |          |          |          | 2:16:24       | 32.           |
| Kevin Seaward    | Maraton         |          |          |          |          |          |          | 2:20:06       | 64.           |
| Alex Wright      | 20 km gyaloglás |          |          |          |          |          |          | 1:25:25       | 46.           |
| Alex Wright      | 50 km gyaloglás |          |          |          |          |          |          | nem ért célba | nem ért célba |
| Brendan Boyce    | 50 km gyaloglás |          |          |          |          |          |          | 3:53:59       | 19.           |
| Robert Heffernan | 50 km gyaloglás |          |          |          |          |          |          | 3:43:55       | 6.            |

Női
| Versenyző           | Versenyszám    | Előfutam | Előfutam | Előfutam | Elődöntő | Elődöntő | Elődöntő | Döntő   | Döntő    |
| Versenyző           | Versenyszám    | Idő      | Hely.    | Össz.    | Idő      | Hely.    | Össz.    | Idő     | Helyezés |
| ------------------- | -------------- | -------- | -------- | -------- | -------- | -------- | -------- | ------- | -------- |
| Ciara Everard       | 800 m          | 2:07,91  | 8.       | 56.      | kiesett  | kiesett  | kiesett  | kiesett | kiesett  |
| Ciara Mageean       | 1500 m         | 4:11,51  | 2.       | 24.      | 4:08,07  | 11.      | 17.      | kiesett | kiesett  |
| Michelle Finn       | 3000 m akadály | 9:49,45  | 11.      | 39.      |          |          |          | kiesett | kiesett  |
| Kerry O'Flaherty    | 3000 m akadály | 9:45,35  | 14.      | 34.      |          |          |          | kiesett | kiesett  |
| Sara Louise Treacy  | 3000 m akadály | 9:46,24  | 12.      | 37.      |          |          |          | 9:52,70 | 17.      |
| Breege Connolly     | Maraton        |          |          |          |          |          |          | 2:44:41 | 76.      |
| Lizzie Lee          | Maraton        |          |          |          |          |          |          | 2:39:57 | 57.      |
| Fionnuala McCormack | Maraton        |          |          |          |          |          |          | 2:31:22 | 20.      |

| Versenyző | Versenyszám | Selejtező | Selejtező | Döntő    | Döntő    |
| Versenyző | Versenyszám | Eredmény  | Helyezés  | Eredmény | Helyezés |
| --------- | ----------- | --------- | --------- | -------- | -------- |
| Tori Pena | Rúdugrás    | 430 cm    | 27.       | kiesett  | kiesett  |

## Evezés
Férfi
| Versenyző                     | Versenyszám              | Előfutam | Előfutam | Vigaszág | Vigaszág | Elődöntő | Elődöntő | Elődöntő | Döntő | Döntő   | Döntő | Helyezés |
| Versenyző                     | Versenyszám              | Idő      | Hely.    | Idő      | Hely.    | Típus    | Idő      | Hely.    | Típus | Idő     | Hely. | Helyezés |
| ----------------------------- | ------------------------ | -------- | -------- | -------- | -------- | -------- | -------- | -------- | ----- | ------- | ----- | -------- |
| Gary O'Donovan Paul O'Donovan | Könnyűsúlyú kétpárevezős | 6:23,72  | 1.       | erőnyerő | erőnyerő | A/B      | 6:35,70  | 3.       | A     | 6:31,23 | 1.    |          |

Női
| Versenyző                 | Versenyszám              | Előfutam | Előfutam | Vigaszág | Vigaszág | Negyeddöntő | Negyeddöntő | Elődöntő | Elődöntő | Elődöntő | Döntő | Döntő   | Döntő | Helyezés |
| Versenyző                 | Versenyszám              | Idő      | Hely.    | Idő      | Hely.    | Idő         | Hely.       | Típus    | Idő      | Hely.    | Típus | Idő     | Hely. | Helyezés |
| ------------------------- | ------------------------ | -------- | -------- | -------- | -------- | ----------- | ----------- | -------- | -------- | -------- | ----- | ------- | ----- | -------- |
| Sanita Pušpure            | Egypárevezős             | 9:11,45  | 2.       | erőnyerő | erőnyerő | 7:28,68     | 4.          | C/D      | 7:53,48  | 1.       | C     | 7:27,60 | 1.    | 13.      |
| Claire Lambe Sinéad Lynch | Könnyűsúlyú kétpárevezős | 7:10,91  | 2.       | erőnyerő | erőnyerő |             |             | A/B      | 7:18,24  | 3.       | A     | 7:13,09 | 6.    | 6.       |

## Golf
| Versenyző          | Versenyszám  | 1. forduló | 1. forduló | 2. forduló | 2. forduló | 3. forduló | 3. forduló | 4. forduló | 4. forduló | Összesen | Összesen | Összesen |
| Versenyző          | Versenyszám  | Pont       | Par        | Pont       | Par        | Pont       | Par        | Pont       | Par        | Pontszám | Par      | Helyezés |
| ------------------ | ------------ | ---------- | ---------- | ---------- | ---------- | ---------- | ---------- | ---------- | ---------- | -------- | -------- | -------- |
| Pádraig Harrington | Férfi egyéni | 70         | −1         | 71         | 0          | 67         | −4         | 73         | +2         | 281      | −3       | 21.      |
| Séamus Power       | Férfi egyéni | 71         | 0          | 67         | −4         | 74         | +3         | 67         | −4         | 279      | −5       | 15.      |
| Leona Maguire      | Női egyéni   | 74         | +3         | 65         | −6         | 74         | +3         | 69         | −2         | 282      | −2       | 21.      |
| Stephanie Meadow   | Női egyéni   | 77         | +6         | 66         | −5         | 71         | 0          | 72         | +1         | 286      | +2       | 31.      |

## Gyeplabda

### Férfi
| Ír férfi gyeplabdacsapat-játékoskeret                                                                                    | Ír férfi gyeplabdacsapat-játékoskeret                                                                                      |
| --- | --- |
| - Jonny Bell - Chris Cargo - Peter Caruth - Mitch Darling - Paul Gleghorne - Kyle Good - Ronan Gormley - David Harte (C) | - Conor Harte - John Jackson - John Jermyn - Eugene Magee - Shane O’Donoghue - Alan Sothern - Kirk Shimmins - Michael Watt |

#### Eredmények
Csoportkör
B csoport
| Csapat            | M | Gy | D | V | G+ | G– | Gk  | P  |
| ----------------- | - | -- | - | - | -- | -- | --- | -- |
| Németország (GER) | 5 | 4  | 1 | 0 | 17 | 10 | +7  | 13 |
| Hollandia (NED)   | 5 | 3  | 1 | 1 | 18 | 6  | +12 | 10 |
| Argentína (ARG)   | 5 | 2  | 2 | 1 | 14 | 12 | +2  | 8  |
| India (IND)       | 5 | 2  | 1 | 2 | 9  | 9  | 0   | 7  |
| Írország (IRL)    | 5 | 1  | 0 | 4 | 10 | 16 | –6  | 3  |
| Kanada (CAN)      | 5 | 0  | 1 | 4 | 7  | 22 | –15 | 1  |

| 2016. augusztus 6. 11:00 (16:00) | India (IND)                         | 3–2         | Írország (IRL)           | Játékvezetők: Murray Grime (AUS) Paco Vázquez (ESP) |
| 2016. augusztus 6. 11:00 (16:00) | Raghunáth 15+' · Ru. Singh 27', 49' | Jegyzőkönyv | Shimmins 45' · Harte 56' | Játékvezetők: Murray Grime (AUS) Paco Vázquez (ESP) |

| 2016. augusztus 7. 18:00 (23:00) | Hollandia (NED)                                                     | 5–0         | Írország (IRL) | Játékvezetők: Nathan Stagno (GBR) Tim Pullman (AUS) |
| 2016. augusztus 7. 18:00 (23:00) | van der Weerden 7', 40' · Croon 8' · Pruijser 42' · Hertzberger 60' | Jegyzőkönyv |                | Játékvezetők: Nathan Stagno (GBR) Tim Pullman (AUS) |

| 2016. augusztus 9. 12:30 (17:30) | Németország (GER)             | 3–2         | Írország (IRL)          | Játékvezetők: Marcelo Servetto (ESP) Lim Hong Zhen (SIN) |
| 2016. augusztus 9. 12:30 (17:30) | Fürste 13', 38' · Zwicker 42' | Jegyzőkönyv | Magee 26' · Darling 59' | Játékvezetők: Marcelo Servetto (ESP) Lim Hong Zhen (SIN) |

| 2016. augusztus 11. 11:00 (16:00) | Írország (IRL)                                | 4–2         | Kanada (CAN)    | Játékvezetők: Marcelo Servetto (ESP) Nathan Stagno (GBR) |
| 2016. augusztus 11. 11:00 (16:00) | O'Donoghue 1', 28' · Caruth 29' · Darling 57' | Jegyzőkönyv | Tupper 37', 50' | Játékvezetők: Marcelo Servetto (ESP) Nathan Stagno (GBR) |

| 2016. augusztus 12. 19:30 (00:30) | Írország (IRL)              | 2–3         | Argentína (ARG)                | Játékvezetők: Simon Taylor (NZL) Paco Vázquez (ESP) |
| 2016. augusztus 12. 19:30 (00:30) | Jermyn 25' · O'Donoghue 51' | Jegyzőkönyv | Saladino 8' · Peillat 27', 51' | Játékvezetők: Simon Taylor (NZL) Paco Vázquez (ESP) |

| Csapat         | Helyezés |
| -------------- | -------- |
| Írország (IRL) | 10.      |

## Kerékpározás

### Országúti kerékpározás
Férfi
| Versenyző      | Versenyszám   | Idő             | Helyezés |
| -------------- | ------------- | --------------- | -------- |
| Dan Martin     | Mezőnyverseny | 6:13:03 (+2:58) | 13.      |
| Nicholas Roche | Mezőnyverseny | 6:19:43 (+9:38) | 29.      |

### Pálya-kerékpározás
Keirin
| Versenyző        | Versenyszám | 1. forduló | Vigaszág | 2. forduló | 7–12. helyért | Döntő    | Helyezés |
| Versenyző        | Versenyszám | Helyezés   | Helyezés | Helyezés   | Helyezés      | Helyezés | Helyezés |
| ---------------- | ----------- | ---------- | -------- | ---------- | ------------- | -------- | -------- |
| Shannon McCurley | Női         | 5.         | 4.       | kiesett    | kiesett       | kiesett  | 21.      |

## Lovaglás
Díjlovaglás
| Versenyző     | Ló          | Versenyszám | 1. kör | 1. kör | 2. kör | 2. kör | Döntő  | Döntő | Végeredmény | Végeredmény |
| Versenyző     | Ló          | Versenyszám | Pont   | Hely.  | Pont   | Hely.  | Pont   | Hely. | Pont        | Helyezés    |
| ------------- | ----------- | ----------- | ------ | ------ | ------ | ------ | ------ | ----- | ----------- | ----------- |
| Judy Reynolds | Vancouver K | Egyéni      | 74,700 | 21.    | 74,090 | 17.    | 75,696 | 18.   | 75,696      | 18.         |

Díjugratás
| Versenyző      | Ló           | Versenyszám | Selejtező | Selejtező | Selejtező | Selejtező | Selejtező | Selejtező | Selejtező | Selejtező | Döntő   | Döntő   | Döntő   | Végeredmény | Végeredmény |
| Versenyző      | Ló           | Versenyszám | 1. kör    | 1. kör    | 2. kör    | 2. kör    | 2. kör    | 3. kör    | 3. kör    | 3. kör    | 1. kör  | 1. kör  | 2. kör  | Végeredmény | Végeredmény |
| Versenyző      | Ló           | Versenyszám | Bünt.     | Hely.     | Bünt.     | Össz.     | Hely.     | Bünt.     | Össz.     | Hely.     | Bünt.   | Hely.   | Bünt.   | Bünt.       | Helyezés    |
| -------------- | ------------ | ----------- | --------- | --------- | --------- | --------- | --------- | --------- | --------- | --------- | ------- | ------- | ------- | ----------- | ----------- |
| Greg Broderick | Going Global | Egyéni      | 8         | 53.       | 5         | 13        | 50.       | kiesett   | kiesett   | kiesett   | kiesett | kiesett | kiesett | kiesett     | kiesett     |

Lovastusa
| Versenyző                                           | Ló                                                    | Versenyszám | Díjlovaglás | Díjlovaglás | Tereplovaglás | Tereplovaglás | Tereplovaglás | Díjugratás | Díjugratás  | Díjugratás | Díjugratás | Végeredmény | Végeredmény |
| Versenyző                                           | Ló                                                    | Versenyszám | Díjlovaglás | Díjlovaglás | Tereplovaglás | Tereplovaglás | Tereplovaglás | Selejtező  | Selejtező   | Selejtező  | Döntő      | Végeredmény | Végeredmény |
| Versenyző                                           | Ló                                                    | Versenyszám | Bünt.       | Hely.       | Bünt.         | Bünt. össz.   | Hely.         | Bünt.      | Bünt. össz. | Hely.      | Bünt.      | Bünt.       | Helyezés    |
| --------------------------------------------------- | ----------------------------------------------------- | ----------- | ----------- | ----------- | ------------- | ------------- | ------------- | ---------- | ----------- | ---------- | ---------- | ----------- | ----------- |
| Clare Abbott                                        | Euro Prince                                           | Egyéni      | 47,0        | 29.         | 65,6          | 112,6         | 38.           | 0,0        | 112,6       | 36.        | kiesett    | 112,6       | 37.         |
| Jonty Evans                                         | Cooley Rorke's Drift                                  | Egyéni      | 41,8        | 9.          | 22,8          | 64,6          | 16.           | 0,0        | 64,6        | 13.        | 0,0        | 64,6        | 9.          |
| Mark Kyle                                           | Jemilla                                               | Egyéni      | 50,4        | 45.         | 50,8          | 101,2         | 35.           | 8,0        | 109,2       | 33.        | kiesett    | 109,2       | 33.         |
| Padraig McCarthy                                    | Simon Porloe                                          | Egyéni      | 46,8        | 26.         | nem ért célba | nem ért célba | nem ért célba | kiesett    | kiesett     | kiesett    | kiesett    | kiesett     | kiesett     |
| Clare Abbott Jonty Evans Mark Kyle Padraig McCarthy | Euro Prince Cooley Rorke's Drift Jemilla Simon Porloe | Csapat      | 135,6       | 5.          | 139,2         | 278,4         | 9.            |            |             |            | 8,0        | 286,4       | 8.          |

## Műugrás
Férfi
| Versenyző      | Versenyszám    | Selejtező | Selejtező | Elődöntő | Elődöntő | Döntő  | Döntő    |
| Versenyző      | Versenyszám    | Pont      | Helyezés  | Pont     | Helyezés | Pont   | Helyezés |
| -------------- | -------------- | --------- | --------- | -------- | -------- | ------ | -------- |
| Oliver Dingley | Egyéni műugrás | 399,80    | 13.       | 414,25   | 9.       | 442,90 | 8.       |

## Ökölvívás
Férfi
| Versenyző        | Versenyszám  | Selejtező                      | Nyolcaddöntő                      | Negyeddöntő                     | Elődöntő          | Döntő             | Helyezés |
| Versenyző        | Versenyszám  | Ellenfél Eredmény              | Ellenfél Eredmény                 | Ellenfél Eredmény               | Ellenfél Eredmény | Ellenfél Eredmény | Helyezés |
| ---------------- | ------------ | ------------------------------ | --------------------------------- | ------------------------------- | ----------------- | ----------------- | -------- |
| Paddy Barnes     | Papírsúly    | erőnyerő                       | Samuel Carmona (ESP) · 1-2        | kiesett                         | kiesett           | kiesett           | 9.       |
| Brendan Irvine   | Légsúly      | Shakhobidin Zoirov (UZB) · 0-3 | kiesett                           | kiesett                         | kiesett           | kiesett           | 17.      |
| Michael Conlan   | Harmatsúly   | erőnyerő                       | Aram Avagyan (ARM) · 3-0          | Vlagyimir Nyikityin (RUS) · 0-3 | kiesett           | kiesett           | 5.       |
| David Joyce      | Könnyűsúly   | Andrique Allisop (SEY) · 3-0   | Albert Szelimov (AZE) · 0-3       | kiesett                         | kiesett           | kiesett           | 9.       |
| Steven Donnelly  | Váltósúly    | Zohir Kedache (ALG) · 3-0      | Bjambin Tüvsinbat (MGL) · 2-1     | Mohammed Rabii (MAR) · 1-2      | kiesett           | kiesett           | 5.       |
| Michael O'Reilly | Középsúly    | erőnyerő                       | Misael Rodríguez (MEX) · kizárták | kizárták                        | kizárták          | kizárták          | kizárták |
| Joe Ward         | Félnehézsúly | erőnyerő                       | Carlos Andrés Mina (ECU) · 1-2    | kiesett                         | kiesett           | kiesett           | 9.       |

Női
| Versenyző    | Versenyszám | Selejtező         | Negyeddöntő               | Elődöntő          | Döntő             | Helyezés |
| Versenyző    | Versenyszám | Ellenfél Eredmény | Ellenfél Eredmény         | Ellenfél Eredmény | Ellenfél Eredmény | Helyezés |
| ------------ | ----------- | ----------------- | ------------------------- | ----------------- | ----------------- | -------- |
| Katie Taylor | Könnyűsúly  | erőnyerő          | Mira Potkonen (FIN) · 1-2 | kiesett           | kiesett           | 5.       |

## Öttusa
| Versenyző               | Versenyszám | Vívás (V) | Vívás (V) | Úszás   | Úszás | Úszás | Bónusz vívás (B) | Bónusz vívás (B) | Bónusz vívás (B) | Lovaglás | Lovaglás | Lovaglás | Lovaglás | Futás/Lövészet | Futás/Lövészet | Futás/Lövészet | Futás/Lövészet | Összesen    | Összesen |
| Versenyző               | Versenyszám | Eredmény  | Pont      | Idő     | Pont  | Hely. | Eredmény         | Pont             | V+B Hely.        | Idő      | Hibapont | Pont     | Hely.    | Lövőhiba       | Idő            | Pont           | Hely.          | Összes pont | Helyezés |
| ----------------------- | ----------- | --------- | --------- | ------- | ----- | ----- | ---------------- | ---------------- | ---------------- | -------- | -------- | -------- | -------- | -------------- | -------------- | -------------- | -------------- | ----------- | -------- |
| Arthur Lanigan-O’Keeffe | Férfi       | 16–19     | 196       | 2:03,03 | 331   | 13.   | 2–1              | 2                | 25.              | 74,83    | 0        | 300      | 2.       | 6              | 11:12,21       | 628            | 7.             | 1457        | 8.       |
| Natalya Coyle           | Női         | 19–16     | 214       | 2:17,38 | 288   | 18.   | 1–1              | 1                | 11.              | 73,69    | 0        | 300      | 4.       | 6              | 12:58,13       | 522            | 15.            | 1325        | 6.       |

## Tollaslabda
| Versenyző   | Versenyszám | Csoportkör                                                                                     | Csoportkör | Nyolcaddöntő                        | Negyeddöntő       | Elődöntő          | Bronz- mérkőzés   | Döntő             | Helyezés |
| Versenyző   | Versenyszám | Ellenfél Eredmény                                                                              | Hely.      | Ellenfél Eredmény                   | Ellenfél Eredmény | Ellenfél Eredmény | Ellenfél Eredmény | Ellenfél Eredmény | Helyezés |
| ----------- | ----------- | ---------------------------------------------------------------------------------------------- | ---------- | ----------------------------------- | ----------------- | ----------------- | ----------------- | ----------------- | -------- |
| Scott Evans | Férfi egyes | K csoport · Marc Zwiebler (GER) · 9–21, 21–17, 21–7 · Ygor Oliveira (BRA) · 21–8, 19–21, 21–8  | 1.         | Viktor Axelsen (DEN) · 16–21, 12–21 | kiesett           | kiesett           | kiesett           | kiesett           | 9.       |
| Chloe Magee | Női egyes   | P csoport · Vang Ji-han (Wang Yihan) (CHN) · 7–21, 12–21 · Karin Schnaase (GER) · 14–21, 19–21 | 3.         | kiesett                             | kiesett           | kiesett           | kiesett           | kiesett           | 28.      |

## Torna
Férfi
| Versenyző    | Versenyszám      | Selejtező | Selejtező | Döntő    | Döntő    |
| Versenyző    | Versenyszám      | Pontszám  | Helyezés  | Pontszám | Helyezés |
| ------------ | ---------------- | --------- | --------- | -------- | -------- |
| Kieran Behan | Talaj            | 14,333    | 33.       | kiesett  | kiesett  |
| Kieran Behan | Korlát           | 14,000    | 53.       | kiesett  | kiesett  |
| Kieran Behan | Nyújtó           | 13,600    | 56.       | kiesett  | kiesett  |
| Kieran Behan | Gyűrű            | 14,133    | 42.       | kiesett  | kiesett  |
| Kieran Behan | Lólengés         | 12,866    | 64.       | kiesett  | kiesett  |
| Kieran Behan | Egyéni összetett | 83,232    | 38.       | kiesett  | kiesett  |

Női
| Versenyző      | Versenyszám      | Selejtező | Selejtező | Döntő    | Döntő    |
| Versenyző      | Versenyszám      | Pontszám  | Helyezés  | Pontszám | Helyezés |
| -------------- | ---------------- | --------- | --------- | -------- | -------- |
| Ellis O'Reilly | Talaj            | 11,666    | 79.       | kiesett  | kiesett  |
| Ellis O'Reilly | Felemás korlát   | 12,300    | 71.       | kiesett  | kiesett  |
| Ellis O'Reilly | Gerenda          | 10,700    | 79.       | kiesett  | kiesett  |
| Ellis O'Reilly | Egyéni összetett | 47,932    | 57.       | kiesett  | kiesett  |

## Triatlon
| Versenyző       | Versenyszám | 1,5 km úszás | Depózás 1 | 40 km kerékpározás | Depózás 2 | 10 km futás | Összesítés | Összesítés |
| Versenyző       | Versenyszám | Idő          | Idő       | Idő                | Idő       | Idő         | Idő        | Helyezés   |
| --------------- | ----------- | ------------ | --------- | ------------------ | --------- | ----------- | ---------- | ---------- |
| Bryan Keane     | Férfi       | 18:10        | 0:57      | 59:30              | 0:41      | 32:51       | 1:52:09    | 40.        |
| Aileen Morrison | Női         | 19:19        | 0:54      | 1:04:31            | 0:42      | 35:48       | 2:01:14    | 21.        |

## Úszás
Férfi
| Versenyző      | Versenyszám | Előfutam | Előfutam | Előfutam | Elődöntő | Elődöntő | Elődöntő | Döntő   | Döntő    |
| Versenyző      | Versenyszám | Idő      | Hely.    | Össz.    | Idő      | Hely.    | Össz.    | Idő     | Helyezés |
| -------------- | ----------- | -------- | -------- | -------- | -------- | -------- | -------- | ------- | -------- |
| Shane Ryan     | 50 m gyors  | 22,88    | 3.       | 43.      | kiesett  | kiesett  | kiesett  | kiesett | kiesett  |
| Shane Ryan     | 100 m gyors | 49,82    | 2.       | 40.      | kiesett  | kiesett  | kiesett  | kiesett | kiesett  |
| Shane Ryan     | 100 m hát   | 53,85    | 4.       | 14.      | 54,40    | 8.       | 16.      | kiesett | kiesett  |
| Nicholas Quinn | 100 m mell  | 1:01,29  | 4.       | 33.      | kiesett  | kiesett  | kiesett  | kiesett | kiesett  |
| Nicholas Quinn | 200 m mell  | 2:11,67  | 1.       | 19.      | kiesett  | kiesett  | kiesett  | kiesett | kiesett  |

Női
| Versenyző   | Versenyszám | Előfutam | Előfutam | Előfutam | Elődöntő | Elődöntő | Elődöntő | Döntő   | Döntő    |
| Versenyző   | Versenyszám | Idő      | Hely.    | Össz.    | Idő      | Hely.    | Össz.    | Idő     | Helyezés |
| ----------- | ----------- | -------- | -------- | -------- | -------- | -------- | -------- | ------- | -------- |
| Fiona Doyle | 100 m mell  | 1:07,58  | 8.       | 21.      | kiesett  | kiesett  | kiesett  | kiesett | kiesett  |
| Fiona Doyle | 200 m mell  | 2:29,76  | 2.       | 25.      | kiesett  | kiesett  | kiesett  | kiesett | kiesett  |

## Vitorlázás
Férfi
| Versenyző                 | Versenyszám  | Futam | Futam | Futam | Futam | Futam | Futam | Futam | Futam | Futam | Futam | Futam | Futam | Futam   | Pontszám | Helyezés |
| Versenyző                 | Versenyszám  | 1     | 2     | 3     | 4     | 5     | 6     | 7     | 8     | 9     | 10    | 11    | 12    | É       | Pontszám | Helyezés |
| ------------------------- | ------------ | ----- | ----- | ----- | ----- | ----- | ----- | ----- | ----- | ----- | ----- | ----- | ----- | ------- | -------- | -------- |
| Finn Lynch                | Laser        | 14    | 27    | 15    | 39    | 18    | 27    | 33    | 30    | 40    | (47)  |       |       | kiesett | 243      | 32.      |
| Matt McGovern Ryan Seaton | 49er osztály | 14    | 2     | 4     | 1     | 13    | 17    | 12    | 7     | 13    | 19    | (20)  | 1     | 18      | 121      | 10.      |

Női
| Versenyző                    | Versenyszám    | Futam | Futam | Futam | Futam | Futam | Futam | Futam | Futam | Futam | Futam | Futam | Futam | Futam   | Pontszám | Helyezés |
| Versenyző                    | Versenyszám    | 1     | 2     | 3     | 4     | 5     | 6     | 7     | 8     | 9     | 10    | 11    | 12    | É       | Pontszám | Helyezés |
| ---------------------------- | -------------- | ----- | ----- | ----- | ----- | ----- | ----- | ----- | ----- | ----- | ----- | ----- | ----- | ------- | -------- | -------- |
| Annalise Murphy              | Laser radial   | 1     | 13    | 4     | 7     | 5     | 2     | (17)  | 12    | 6     | 7     |       |       | 10      | 67       |          |
| Andrea Brewster Saskia Tidey | 49erFX osztály | 8     | 3     | 6     | 18    | 13    | 14    | (19)  | 6     | 18    | 8     | 13    | 12    | kiesett | 119      | 12.      |